# Pella (regional enhed)
Pella (græsk: Περιφερειακή ενότητα Πέλλας) er en af Grækenlands regionale enheder i den geografiske region Makedonien. Det er en del af periferien Centralmakedonien. Den er opkaldt efter den antikke by Pella, hovedstaden i det antikke Makedonien og fødestedet for Alexander den Store. Hovedstaden i Pella er Edessa med en befolkning på 19.036 indbyggere ifølge folketællingen i 2011, mens den største by er Giannitsa. Andre byer er Aridaia, Skydra, Arnissa og Krya Vrysi.

## Administration
Ifølge folketællingen i 2011 var befolkningen i den regionale enhed Pella 139.680 mennesker. Den er opdelt i 4 kommuner. Disse er:
- Almopia (2)
- Edessa (1)
- Pella (3)
- Skydra (4)

### Præfektur
Som en del af Kallikratis regeringsreformen i 2011 blev den regionale enhed Pella oprettet ud af den tidligere præfektur Pella (græsk: Νομός Πέλλας), der havde samme udstrækning som den nuværende regionale enhed. Samtidig blev kommunerne reorganiseret i henhold til nedenstående tabel.
| Ny kommune | Gamle kommuner   | Sæde      |
| ---------- | ---------------- | --------- |
| Almopia    | Aridaia          | Aridaia   |
| Almopia    | Exaplatanos      | Aridaia   |
| Edessa     | Edessa           | Edessa    |
| Edessa     | Vegoritida       | Edessa    |
| Pella      | Pella            | Giannitsa |
| Pella      | Giannitsa        | Giannitsa |
| Pella      | Krya Vrysi       | Giannitsa |
| Pella      | Kyrros           | Giannitsa |
| Pella      | Megas Alexandros | Giannitsa |
| Skydra     | Skydra           | Skydra    |
| Skydra     | Meniida          | Skydra    |

## Geografi
Den regionale enhed dækker et område på 2.505 km2, hvoraf størstedelen er dækket af agerjord, skove og græsgange. Der er bjergrige områder omkring Pella med bjergene Voras (Kaimaktsalan) (2.524 meter), Vermion (2.027 meter), Paiko (1.458 meter), Jenna (2.182 meter) og Pinovo (2.154 meter). De vigtigste sletter er Pozar i nord og den store slette Giannitsà i den sydøstlige del. I området ligger også søerne Vegoritida og Agra og floderne Loudias og Edessian. Pellas sydligste del er flad, og i oldtiden var det en kløft forbundet med Det Ægæiske Hav. Højden i syd overstiger ikke 5 til 10 meter over havets overflade. Der er en række arkæologiske fundsteder i området.
Pella grænser op til de regionale enheder i Kilkis mod nordøst, Thessaloniki mod øst, Imathia mod syd, Kozani mod sydvest, ved Vegoritida-søen mod sydvest og ved Florina mod vest. Mod nord er det afgrænset af landegrænsen mellem Grækenland og Nordmakedonien.

## Historie
I antikken var området omkring den moderne regionale enhed Pella en del af det antikke græske kongerige Makedonien. Det blev senere en del af Romerriget og senere det byzantinske og det osmanniske imperium. Efter cirka 500 års osmannisk styre sluttede det sig igen til Grækenland i 1913 efter Balkankrigene.